# Condado de McDonough

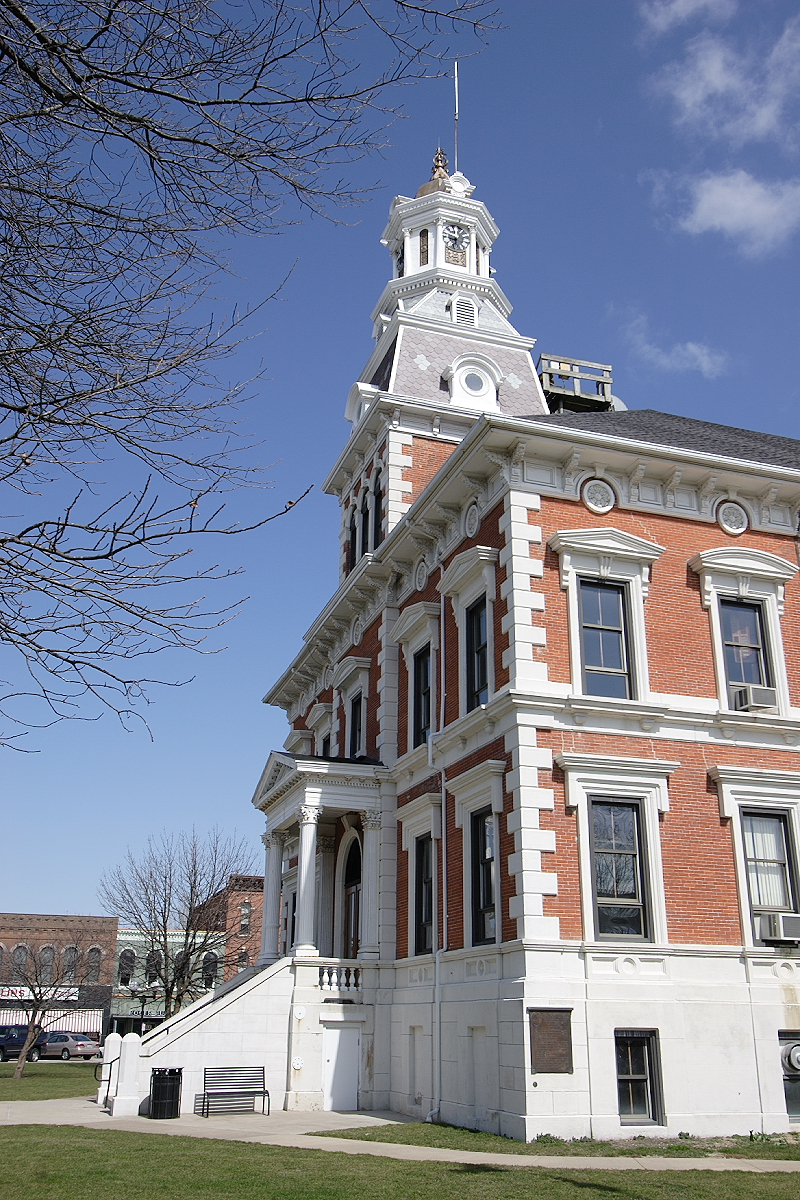
Courthouse de Condado.

O Condado de McDonough é um dos 102 condados do Estado americano de Illinois. A sede do condado é Macomb, e sua maior cidade é Macomb. O condado possui uma área de 1 528 km² (dos quais 2 km² estão cobertos por água), uma população de 32 913 habitantes, e uma densidade populacional de 22 hab/km² (segundo o censo nacional de 2000). O condado foi fundado em 25 de janeiro de 1826.